# Graciano Tarragó
Graciano Tarragó Pons (Salamanca, 1892-Barcelona, 1973), fue un violinista, guitarrista, compositor y profesor de música español, reconocido concertista como solista o en grupo, así como transcriptor a la guitarra de importantes obras musicales.

## Biografía
Nacido en Salamanca de padres catalanes, con la familia establecida a principios del siglo XX en Barcelona ingresó de niño en el Conservatorio de Música del Liceo donde comenzó los estudios de violín y guitarra. Finalizó la formación en violín y viola en el Real Conservatorio de Madrid antes de los veinte años, de la mano de maestros como Antonio Fernández Bordas. De vuelta en Barcelona, completó su formación en armonía y, con Miguel Llobet, afino sus estudios iniciales de guitarra.
Inició su carrera musical dando clases particulares de guitarra, aunque en sus interpretaciones de la primera época destacó con la viola. En los años 1930, antes de declararse la Guerra Civil, ya era profesor en el conservatorio del Liceo, viola solista de la Orquesta Sinfónica de Barcelona, de la Orquesta Pau Casals y activo miembro de varias agrupaciones de música de cámara en donde se encontró con otros músicos destacados como Eduard Toldrà o José Trotta. Colaborador de Ars Musicae desde sus inicios, fundó su propio grupo de cámara, el «Cuarteto Ibérico».
En 1936 ganó el primer premio de un concurso internacional de composición de guitarra en Bolonia, Italia, instrumento por el que terminó por decantarse en su segunda época. Tras el paréntesis de la guerra (1936-1939), accedió en los años 1940 a una cátedra en el Liceo. En este periodo se sucedieron los conciertos —que a partir de 1950 compartió con su hija Renata—, más de un centenar de composiciones originales para guitarra, las transcripciones de obras de otros autores y las adaptaciones de música antigua, además de una vasta obra pedagógica. Se le considera heredero de romanticismo tardío de Francisco Tárrega, su maestro Llobet o el propio Fernando Sor.